# Веселе (Донецький район)
Весе́ле — село Ясинуватської міської громади Донецького району Донецькій області, Україна. Населення становить 569 осіб.

## Загальні відомості
Спартак розташований за 17 км на південний захід від районного центру — міста Ясинувата. Безпосередньо межує з Київським районом обласного центру та на півночі — із злітною смугою Донецького аеропорту.
Поруч розташований мікрорайон 15 ділянка, Новогнатівський цвинтар та шахта «Октябрська».
Поблизу села бере початок річка Водяна.

## Населення

### Мова
Розподіл населення за рідною мовою за даними перепису 2001 року:
| Мова            | Кількість | Відсоток |
| --------------- | --------- | -------- |
| російська       | 479       | 84.18%   |
| українська      | 87        | 15.29%   |
| вірменська      | 2         | 0.35%    |
| інші/не вказали | 1         | 0.18%    |
| Усього          | 569       | 100%     |

За даними перепису 2001 року населення села становило 569 осіб, із них 84,18 % — російську та 0,35 % — вірменську мову.